# Goniopecten demonstrans
Goniopecten demonstrans is een kamster uit de familie Goniopectinidae.
De wetenschappelijke naam van de soort werd in 1881 gepubliceerd door Edmond Perrier.